# Kamwenge
Kamwenge – miasto w Ugandzie, stolica dystryktu Kamwenge.